# Kulturni muzej Hotan
Kulturni muzej Hotan ali Kulturni muzej Hetian (kitajsko: 和田地區博物館) je muzej v mestu Hotan, Šindžjang, Kitajska. Ustanovljen je bil leta 1995 in ima vrsto svilenih fragmentov, lesenih pripomočkov in nakita ter mumificiranih trupel 10-letne deklice in 35-letnega moškega z evrazijskima obrazoma, ki naj bi bila stara več kot 1500 let.

## Muzejska zgodovina in današnje stanje
Muzej Hotan je bil prvotno ustanovljen leta 1979 kot Regionalni urad za upravljanje kulturnih relikvij Hotan za upravljanje in ohranjanje lokalno izkopanih kulturnih relikvij. Leta 1981 je bil razširjen v Razstavno sobo kulturnih relikvij Hotan. Leta 1995 je japonski menih Kodžima Jasuju podaril 1 milijon juanov za izgradnjo muzeja Hotan. Aprila 2001 se je muzej uradno začel graditi, 29. oktobra 2005 pa je bila ta pomembna ustanova za varstvo in raziskovanje lokalnih kulturnih relikvij dokončana in odprta. 25. avgusta 2006 je bila za javnost odprta razstava ljudskih običajev Hotana v drugem nadstropju Muzeja Hotan. Skupna površina gradnje je približno 3400 kvadratnih metrov, površina razstavne dvorane pa več kot 100 kvadratnih metrov. Razstava je razdeljena na šest delov, in sicer »Stop na prag civilizacije«, »Vključitev v kitajsko ozemlje«, »Kultura in umetnost Khotana«, »Slava budistične svete dežele«, »Veliki zaklad Khotana« in »Islamska obrt«. Ker je bilo območje Hotan v preteklosti ozemlje kraljestev Pišan, Jutian, Čule in Džingdžue, je bilo na območju Hotan odkritih več kot 156 zgodovinskih relikvij. Nekaj kulturnih relikvij, odkritih iz petroglifov Sangdžu, starodavnih grobnic Šanpula, ruševin budističnega templja Revak, ruševin utrdbe Madžatagešu, ruševin Nija, ruševin Kaladuna, starodavnega mesta Juanša in ruševin Dandan Ulika.